# Aminozuur

Algemene structuur van α-aminozuren. De R staat voor residu-groep

Een aminozuur is een organische verbinding die zowel een carboxygroep (-COOH) als een aminegroep (-NH2) bezit. Meestal worden in de biochemie met aminozuren specifiek α-aminozuren bedoeld. Bij dit soort verbindingen staan de carboxygroep en de aminogroep op hetzelfde (meestal chirale) koolstofatoom. α-aminozuren, ook wel, maar niet correct, proteïnogene aminozuren genoemd, zijn de bouwstenen van peptiden, polypeptiden en eiwitten. Daarnaast dienen sommige aminozuren als precursor in de biosynthese van andere aminen, zoals de verschillende catecholaminen die uit tyrosine gevormd worden.
In de natuur zijn ongeveer 500 verschillende aminozuren geïdentificeerd, twintig daarvan komen in menselijke eiwitten voor, de zogeheten fundamentele aminozuren. Tijdens de spijsvertering worden aminozuren, onder invloed van enzymen, uit in de voeding aanwezige eiwitten vrijgemaakt (hydrolyse). Uit de vrijgekomen aminozuren kan het organisme zijn eigen specifieke eiwitten weer opbouwen. Het organisme kan een aantal fundamentele aminozuren zelf synthetiseren, andere echter niet. Deze laatste moeten in het voedsel aanwezig zijn, men noemt ze de noodzakelijke of essentiële aminozuren. Volwassen mensen hebben negen essentiële aminozuren nodig: lysine, tryptofaan, fenylalanine, leucine, isoleucine, threonine, methionine, histidine en valine.
Via enzymreacties (protease) in het spijsverteringskanaal worden eiwitten opgesplitst in aminozuren (proteolyse). De aminozuren worden vervolgens door het bloed via de darmhaarvaten en de poortader naar de lever gevoerd. Omdat eiwitsynthese uit aminozuren vooral in de lichaamscellen plaatsvindt, zal een groot deel van de aminozuren de lever onveranderd verlaten. Toch worden ook in de lever (niet-essentiële) aminozuren aangemaakt. Dit wordt transaminering genoemd.

## Structurele eigenschappen
De algemene formule voor een α-aminozuur is R-CH(NH2)-COOH. De R staat voor Residu-groep, een functionele groep die er op deze plaats aan vast kan zitten. Dergelijke moleculen bezitten aan twee uiteinden een groep die met een groep van een ander aminozuur kan reageren.
Hierbij reageert een carboxygroep van het ene molecuul met een amine-groep van een ander molecuul en vormt onder afsplitsing van water (condensatiereactie) een peptidebinding. Het gecombineerde molecuul (ook wel de verbinding genoemd) dat dan is ontstaan heet een amide. De verbinding bezit daarna alleen nog een carboxy- en een aminegroep aan de nog vrije uiteinden.

Vorming van een peptidebinding tussen twee aminozuren

Dit opent de mogelijkheid om een keten (polymeer) van aminozuren te maken met behulp van herhaalde kop-staartreacties. Zo'n molecule wordt een peptide genoemd, en afhankelijk van het aantal betrokken aminozuren worden ze di-, tri-, tetra-, pentapeptiden etc. genoemd. Eiwitten zijn polypeptiden en vormen een groot deel van de chemische machinerie van de cel. Zij worden voor allerlei doeleinden gebruikt.
Voor de mens zijn een aantal aminozuren essentieel; het zijn aminozuren die de mens niet zelf uit de andere aminozuren kan maken en die via het voedsel moeten worden opgenomen. Niet-essentiële aminozuren kunnen in principe wel zelf gemaakt worden, hetzij uit andere, via de voeding opgenomen aminozuren, hetzij uit andere bouwstoffen.
Aminozuren in een eiwit kunnen op diverse manieren geïdentificeerd worden. Daartoe wordt het eiwit eerst in brokstukken opgesplitst. Dit kan gebeuren door zure hydrolyse van het eiwit in 6 N zoutzuur bij verhoogde temperatuur. Daarna worden de brokstukken van elkaar gescheiden met behulp van hogedrukvloeistofchromatografie (HPLC), gekleurd met ninhydrine-kleuring en gedetecteerd bij 440 (proline) en 570 nm. Deze methode is bekend onder de naam Moore&Stein zure hydrolyse van eiwitten. De brokstukken kunnen ook gescheiden worden door middel van elektroforese.

## Overzicht van de 22 proteïnogene aminozuren
Onderstaande tabel geeft een overzicht van de 22 proteïnogene aminozuren en hun primaire eigenschappen:
| De tweeëntwintig aminozuren die in eiwitten voorkomen                         | De tweeëntwintig aminozuren die in eiwitten voorkomen | De tweeëntwintig aminozuren die in eiwitten voorkomen | De tweeëntwintig aminozuren die in eiwitten voorkomen | De tweeëntwintig aminozuren die in eiwitten voorkomen | De tweeëntwintig aminozuren die in eiwitten voorkomen | De tweeëntwintig aminozuren die in eiwitten voorkomen |
| Naam                                                                          | 3-lettercode                                          | 1-lettercode                                          | Essentieel                                            | Lading bij pH=7                                       | Polariteit van de zijketen                            | R-groep                                               |
| ----------------------------------------------------------------------------- | ----------------------------------------------------- | ----------------------------------------------------- | ----------------------------------------------------- | ----------------------------------------------------- | ----------------------------------------------------- | ----------------------------------------------------- |
| Alanine                                                                       | Ala                                                   | A                                                     |                                                       | neutraal                                              | apolair                                               | -CH3                                                  |
| Arginine                                                                      | Arg                                                   | R                                                     | S                                                     | positief                                              | polair                                                | -CH2-CH2-CH2-HN-(HN)=C(NH2)                           |
| Asparagine                                                                    | Asn                                                   | N                                                     |                                                       | neutraal                                              | polair                                                | -CH2-CO-NH2                                           |
| Asparaginezuur                                                                | Asp                                                   | D                                                     |                                                       | negatief                                              | polair                                                | -CH2-COOH                                             |
| Cysteïne                                                                      | Cys                                                   | C                                                     | S                                                     | neutraal                                              | polair                                                | -CH2-SH                                               |
| Fenylalanine                                                                  | Phe                                                   | F                                                     | X                                                     | neutraal                                              | apolair                                               | -CH2-Ph                                               |
| Glutamine                                                                     | Gln                                                   | Q                                                     |                                                       | neutraal                                              | polair                                                | -CH2-CH2-CO-NH2                                       |
| Glutaminezuur                                                                 | Glu                                                   | E                                                     |                                                       | negatief                                              | polair                                                | -CH2-CH2-COOH                                         |
| Glycine                                                                       | Gly                                                   | G                                                     | S                                                     | neutraal                                              | polair                                                | -H                                                    |
| Histidine                                                                     | His                                                   | H                                                     | X                                                     | positief                                              | polair                                                | -CH2-cycl(C=CH-N=CH-NH)                               |
| Isoleucine                                                                    | Ile                                                   | I                                                     | X                                                     | neutraal                                              | apolair                                               | -CH-(CH3)-CH2CH3                                      |
| Leucine                                                                       | Leu                                                   | L                                                     | X                                                     | neutraal                                              | apolair                                               | -CH2-CH-(CH3)2                                        |
| Lysine                                                                        | Lys                                                   | K                                                     | X                                                     | positief                                              | polair                                                | -CH2-CH2-CH2-CH2-NH2                                  |
| Methionine                                                                    | Met                                                   | M                                                     | X                                                     | neutraal                                              | apolair                                               | -CH2-CH2-S-CH3                                        |
| Proline                                                                       | Pro                                                   | P                                                     |                                                       | neutraal                                              | apolair                                               | -CH2CH2CH2-                                           |
| Pyrrolysine                                                                   | Pyl                                                   | O                                                     |                                                       | positief                                              | polair                                                | -(CH2)4NHCOC4H5NCH3                                   |
| Selenocysteïne                                                                | Sec                                                   | U                                                     |                                                       | negatief                                              | apolair                                               | -CH2SeH                                               |
| Serine                                                                        | Ser                                                   | S                                                     |                                                       | neutraal                                              | polair                                                | -CH2-OH                                               |
| Threonine                                                                     | Thr                                                   | T                                                     | X                                                     | neutraal                                              | polair                                                | -CH(OH)-CH3                                           |
| Tryptofaan                                                                    | Trp                                                   | W                                                     | X                                                     | neutraal                                              | apolair                                               | -CH2-cyclo(Ph-NH-CH=C)                                |
| Tyrosine                                                                      | Tyr                                                   | Y                                                     | S                                                     | neutraal                                              | polair                                                | -CH2-p-Ph-OH                                          |
| Valine                                                                        | Val                                                   | V                                                     | X                                                     | neutraal                                              | apolair                                               | -CH-(CH3)2                                            |
| X = essentieel S = semi-essentieel (onder bepaalde omstandigheden essentieel) |                                                       |                                                       |                                                       |                                                       |                                                       |                                                       |

## Typen aminozuren
- α-aminozuren, waarbij de carboxy- en aminogroep aan hetzelfde koolstofatoom zitten,
- β-aminozuren, waarbij de carboxy- en aminogroep aan naast elkaar gelegen koolstofatomen zitten
- γ-aminozuren, waarbij de carboxy- en aminogroep door drie koolstofatomen van elkaar gescheiden zijn.
- ω-aminozuren, waarbij de carboxy- en aminogroep aan de uiteinden van (lange) koolstofketens zitten. Deze worden gebruikt voor het maken van polyamiden.

Bij alle biologisch belangrijke aminozuren zit de amino- en de carboxygroep vast aan hetzelfde koolstofatoom, zodat ze allemaal met de algemene formule R-CH(NH2)-COOH voorgesteld kunnen worden. Zij verschillen dus in de groep R.
Een belangrijk γ-aminozuur (toevallig ook ω-aminozuur) is gamma-aminoboterzuur (GABA).

## Fysische eigenschappen van α-aminozuren

### Voorkomen
Bij normale omstandigheden (25 °C, atmosferische druk) zijn α-aminozuren in oplossing geladen, tenzij de zuurgraad (pH) gelijk is aan het iso-elektrisch punt. In het iso-elektrisch punt heeft de aminogroep een H+ opgenomen, de COOH-groep heeft er een afgestaan, het ontstane deeltje is als geheel neutraal, maar heeft een duidelijke positieve en negatieve kant.
{\displaystyle {\ce {H2N-CHR-COOH <=> H_3N^{+}-CHR-COO^{-}}}}
De reacties tussen de verschillende vormen zijn allemaal evenwichten. Dit betekent dat in het iso-elektrisch punt naast de twee genoemde vormen van het aminozuur ook de positief geladen vorm (aminogroep heeft een H+ opgenomen, COOH nog niet afgestaan) en de negatief geladen vorm (aminogroep nog neutraal, COOH wel al H+ afgestaan) in gelijke aantallen voorkomen. Alle vormen van het aminozuur samen hebben dan nog steeds een netto lading van 0.
Als het aminozuur voorkomt in de vorm NH3+-CHR-COO−, dan spreekt men van een zwitterion; het aminozuur is evenveel positief als negatief geladen en de aanwezigheid van formele ladingen kan ongedaan gemaakt worden door een transfer van protonen (H+).
- Bij een pH lager dan het iso-elektrisch punt (zuurder) komt een steeds groter deel van het aminozuur voor als NH3+-CHR-COOH
- Bij een pH hoger dan het iso-elektrisch punt (basischer) komt het aminozuur steeds meer voor in de vorm NH2-CHR-COO−

### Optische activiteit
Alle α-aminozuren (behalve glycine) hebben een asymmetrisch koolstofatoom (chiraal koolstofatoom). Dit betekent dat deze aminozuren in twee vormen (isomeren) kunnen voor komen, de L-vorm en de D-vorm — deze twee vormen zijn het spiegelbeeld van elkaar (zie optische isomerie). De natuurlijke aminozuren komen in de L-vorm voor.
Deze twee isomeren hebben de eigenschap dat zij het polarisatievlak van gepolariseerd licht over een bepaalde hoek kunnen draaien. De hoek α waarover het polarisatievlak gedraaid wordt hangt af van het soort aminozuur, de concentratie, de temperatuur en de afstand die het gepolariseerde licht door de oplossing aflegt.
{\displaystyle {\alpha }={[\alpha ]}_{\mathrm {D} }^{25^{\circ }\mathrm {C} }\cdot l\cdot c}
met hierin:
- {\displaystyle {[\alpha ]}_{\mathrm {D} }^{25^{\circ }\mathrm {C} }} specifieke rotatie in ° mL/m g
- l afstand die het gepolariseerde licht door de oplossing aflegt in meter
- c de concentratie in g/mL

| Naam           | Ontledingstemperatuur | Oplosbaarheid in water  | {\displaystyle [\alpha ]_{\mathrm {D} }^{25^{\circ }\mathrm {C} }} | Zuurconstanten | Zuurconstanten | Zuurconstanten | Isoelektrisch punt | moleculaire massa |
| Naam           | (in °C)               | (in g/100 mL bij 25 °C) | {\displaystyle [\alpha ]_{\mathrm {D} }^{25^{\circ }\mathrm {C} }} | pK1            | pK2            | pK3            | pH                 | in g/mol          |
| -------------- | --------------------- | ----------------------- | ------------------------------------------------------------------ | -------------- | -------------- | -------------- | ------------------ | ----------------- |
| Alanine        | 297                   | 016,7                   | −08,5                                                              | 2,35           | 9,87           |                | 06,11              | 089               |
| Arginine       | 244                   | 015                     | −12,5                                                              | 1,82           | 8,99           | 13,20          | 10,76              | 174               |
| Asparagine     | 234                   | 003,5                   | 0−5,4                                                              | 2,02           | 8,80           |                | 05,41              | 132               |
| Asparaginezuur | 270                   | 000,54                  | −25,0                                                              | 1,99           | 10,00          | 3,90           | 02,98              | 133               |
| Cysteïne       | 121                   | 016,0                   | −06,5                                                              | 1,86           | 8,35           | 10,34          | 05,02              | 121               |
| Glutamine      | 185                   | 003,7                   | −06,1                                                              | 2,17           | 9,13           |                | 05,65              | 146               |
| Glutaminezuur  | 247                   | 000,86                  | −31,4                                                              | 2,13           | 9,95           | 04,32          | 03,08              | 147               |
| Glycine        | 233                   | 025                     |                                                                    | 2,35           | 9,78           |                | 06,06              | 075               |
| Histidine      | 287                   | 004,2                   | −39,7                                                              | 1,81           | 6,05           | 09,15          | 07,64              | 155               |
| Isoleucine     | 284                   | 004,1                   | −11,3                                                              | 2,32           | 9,76           |                | 06,04              | 131               |
| Leucine        | 293                   | 002,4                   | −10,8                                                              | 2,33           | 9,74           |                | 06,04              | 131               |
| Lysine         | 225                   | erg oplosbaar           | −14,6                                                              | 2,16           | 9,20           | 10,80          | 09,47              | 146               |
| Methionine     | 280                   | 003,4                   | 0−8,2                                                              | 2,17           | 9,27           |                | 05,74              | 149               |
| Fenylalanine   | 283                   | 003,0                   | −35,1                                                              | 2,58           | 9,24           |                | 05,91              | 165               |
| Proline        | 220                   | 162                     | −85,0                                                              | 1,95           | 10,64          |                | 06,30              | 115               |
| Pyrrolysine    |                       |                         |                                                                    |                |                |                |                    | 255               |
| Selenocysteïne |                       |                         |                                                                    | 1,91           | 10,00          |                | 05,74              | 168               |
| Serine         | 228                   | 005,0                   | 0−6,8                                                              | 2,19           | 9,44           |                | 05,68              | 105               |
| Threonine      | 225                   | erg oplosbaar           | −28,3                                                              | 2,09           | 9,10           |                | 05,60              | 119               |
| Tryptofaan     | 289                   | 001,1                   | −31,5                                                              | 2,43           | 9,44           |                | 05,88              | 204               |
| Tyrosine       | 342                   | 000,04                  | −10,6                                                              | 2,20           | 9,11           | 10,07          | 05,63              | 181               |
| Valine         | 315                   | 008,9                   | −13,9                                                              | 2,29           | 9,72           |                | 06,00              | 117               |

### Oplosbaarheid
De oplosbaarheid hangt voornamelijk af van de polariteit van de zijketen (R) van het α-aminozuur af. Hierdoor kan het α-aminozuur in meer of mindere mate hydrofiel dan wel hydrofoob zijn. Dit beïnvloedt zijn interactie met andere structuren, zowel binnen een eiwit zelf, als met andere eiwitten of omliggend weefsel. De verdeling van hydrofiele en hydrofobe α-aminozuren in een eiwit bepaalt de tertiaire structuur van het eiwit, terwijl de plaats van de α-aminozuren aan het oppervlak van het eiwit de quaternaire structuur beïnvloedt.
Oplosbare eiwitten hebben een oppervlak dat rijk is aan polaire aminozuren zoals serine en threonine, terwijl membraaneiwitten aan de buitenkant hydrofobe aminozuren hebben die zich hechten aan een lipidemembraan. Zo bevatten eiwitten die positief geladen moleculen aan hun oppervlak binden veel negatief geladen α-aminozuren (zoals glutaminezuur en asparaginezuur), terwijl eiwitten die negatief geladen moleculen binden een oppervlak bezitten dat rijk is aan lysine en arginine.
Hydrofobe interacties ontstaan tussen hydrofobe aminozuren, de alifatische en de aromatische aminozuren. Hydrofiele en hydrofobe interacties tussen naburige eiwitten hoeven niet af te hangen van de zijketens van de α-aminozuren. Andere ketens kunnen zich aan het eiwit hechten en zo hydrofobe lipoproteïnen of hydrofiele glycoproteïnen vormen.

## Aandoeningen
Mensen die lijden aan fenylketonurie kunnen geen fenylalanine afbreken en omzetten in tyrosine en moeten dit dus met het voedsel binnen krijgen. Doordat het fenylalanine zich in het bloed en het ruggenmerg ophoopt, kunnen er zenuwcellen beschadigd raken en treedt uiteindelijk hersenbeschadiging op. Daarom wordt er bij pasgeborenen met een hielprik bloed afgenomen en worden zij op deze afwijking gecontroleerd. Met een dieet zijn ernstige problemen redelijk te voorkomen.